# HMS Lancaster (F229)
La HMS Lancaster (F229) es una fragata Tipo 23 de la Royal Navy.

## Construcción
Fue puesta en gradas en 1987, botada en 1990 y asignada en 1992.

## Historia de servicio
En 2022 la HMS Lancaster (junto a la HMS Westminster y HMS Richmond) vigiló al crucero Mariscal Ustinov y destructor Vicealmirante Kulakov, ambos de la marina rusa, en aguas próximas a las islas británicas.